# گوین هست
گوین هست (انگلیسی: Gavin Hassett؛ زادهٔ ۱۳ ژوئیهٔ ۱۹۷۳) قایقران روئینگ اهل کانادا است.